# Tumiritinga
Tumiritinga est une municipalité brésilienne de l'État du Minas Gerais et la microrégion de Governador Valadares.

## Personnalités liées à la commune
- Rubens (2001-), footballeur né à Tumiritinga.